# 문라영
문라영(1996년 2월 28일~)은 대한민국의 스켈레톤 선수로, 2017년 2016/2017 IBSF 북아메리카컵 8차 대회 여자 스켈레톤 금메달을 획득했다.